# Isabel Teresa de Lorena (1664-1748)
Isabel Teresa de Lorena (Francia, 5 de abril de 1664 - París, 7 de marzo de 1748), Mademoiselle de Commercy y princesa de Epinoy, hija del príncipe Francisco María de Lorena y de Ana Isabel de Lorena hija ilegítima del duque Carlos IV de Lorena.

## Primeros años
Isabel nació en Francia, el 5 de abril de 1664, fue la quinta de los nueve hijos del príncipe Francisco María de Lorena y de su esposa Ana Isabel de Lorena, hija legítimada del duque Carlos IV de Lorena. Fue la única de sus hermanos que se casó y que tuvo hijos. 
Su alta cuna y fortuna le permitieron llevar en la corte un papel activo, y se convirtió en dama de honor de María Ana de Borbón, hija legitimada de Luis XIV de Francia y de Luisa de La Vallière.

## Matrimonio

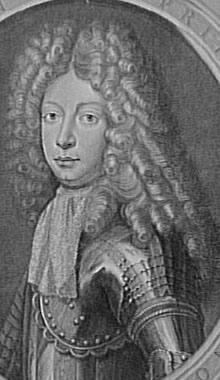
Luis I de Melun, esposo de Isabel

Isabel contrajo matrimonio en Artois con Luis I de Melun, príncipe de Épinoy. El matrimonio tuvo dos hijos:
- Luis II de Melun (1694-1724), duque de Joyeuse, casado con Armande de La Tour de Auvergne (1697-1717), luego con María Ana de Borbón-Condé. Murió a causa de un accidente de caza. Sin descendencia.

- Ana Julia Adelaida de Melun (1698-1724), se casó con Julio de Rohan, príncipe de Soubise, ambos murieron de viruela. Tuvo un hijo, Charles de Rohan, Príncipe de Soubise.

Tras la muerte de su marido, adquirió el título de Condesa de Saint-Pol. Murió en el año 1748.